# Kōichi Nakamura
Kōichi Nakamura (中村 光一, Nakamura Kōichi), né le 16 août 1964, est un créateur de jeu vidéo et chef d'entreprise japonais.
À 20 ans il crée l'entreprise Chunsoft qui se spécialise dans la création de jeu vidéo. Il est aujourd'hui toujours à  la tête de Chunsoft.

## Carrière
Kōichi Nakamura nait le 16 aout 1964 au Japon. En 1982 il participe à un concours de création de jeu vidéo organisé par la société Enix, le remporte et est embauché. Le 9 avril 1984, il fonde la société Chunsoft, qu'il nomme d'après le personnage principal de Door Door, Chun.

## Travaux
- 1983 : Door Door (en), game design[2]
- 1983 : Portopia Renzoku Satsujin Jiken (en)
- 1984 : Newtron
- 1986 : Dragon Quest, directeur, programmeur[3]
- 1987 : Dragon Quest II, directeur, chef programmeur[4]
- 1988 : Dragon Quest III, directeur[5]
- 1990 : Dragon Quest IV, directeur[6]
- 1992 : Dragon Quest V, superviseur[7]
- 1993 : Torneko no Daibouken: Fushigi no Dungeon, producteur[8]
- 1995 : Bust-A-Move (SNES), executive producer[9]
- 1998 : Chocobo's Dungeon 2, superviseur[10]
- 2006 : Pokémon : Donjon mystère - Équipe de secours rouge, producteur[11]
- 2007 : Imabikisō, general producer